# Европски олимпијски комитети
Европски олимпијски комитети (ЕОК; енгл. European Olympic Committees, EOC, фр. Comités olympiques européens, COE), међународна је организација са седиштем у Риму (Италија). Његово европско чланство се састоји од 50 Националних олимпијских комитета Европе. Између осталих дужности, ЕОК организује три велика мулти-спортска догађаја. То су Европски олимпијски фестивал младих, Игре малих европских држава и Европске игре.
ЕОК није повезан са другим мулти-спортским догађајем под називом Европско првенство, које организују разне европске спортске асоцијације специфичне за дате дисциплине.

## Земље чланице
У следећој табели је такође наведена година у којој је НОК признат од стране Међународног олимпијског комитета (МОК), што се разликује од године у којој је НОК основан.
| Нација              | Код | Национални олимпијски комитет                                         | Основан   | Извор |
| ------------------- | --- | --------------------------------------------------------------------- | --------- | ----- |
| Азербејџан          | AZE | Национални олимпијски комитет Републике Азербејџан                    | 1992/1993 |       |
| Албанија            | ALB | Албански национални олимпијски комитет                                | 1958/1959 |       |
| Андора              | AND | Андорски олимпијски комитет                                           | 1971/1975 |       |
| Аустрија            | AUT | Аустријски олимпијски комитет                                         | 1908/1912 |       |
| Белгија             | BEL | Белгијски олимпијски комитет                                          | 1906      |       |
| Белорусија          | BLR | Национални олимпијски комитет Републике Белорусије                    | 1991/1993 |       |
| Босна и Херцеговина | BIH | Олимпијски комитет Босне и Херцеговине                                | 1992/1993 |       |
| Бугарска            | BUL | Бугарски олимпијски комитет                                           | 1923/1924 |       |
| Велика Британија    | GBR | Британска олимпијска асоцијација                                      | 1905      |       |
| Грузија             | GEO | Грузијски национални олимпијски комитет                               | 1989/1993 |       |
| Грчка               | GRE | Грчки олимпијски комитет                                              | 1894/1895 |       |
| Данска              | DEN | Национални олимпијски комитет и спортска конфедерација Данске         | 1905      |       |
| Естонија            | EST | Естонски олимпијски комитет                                           | 1923/1991 |       |
| Израел              | ISR | Олимпијски комитет Израела                                            | 1933/1952 |       |
| Ирска               | IRL | Олимпијска федерација Ирске                                           | 1922      |       |
| Исланд              | ISL | Исландска национална олимпијска и спортска асоцијација                | 1921/1935 |       |
| Италија             | ITA | Италијански национални олимпијски комитет                             | 1908/1915 |       |
| Јерменија           | ARM | Јерменски олимпијски комитет                                          | 1990/1993 |       |
| Кипар               | CYP | Кипарски олимпијски комитет                                           | 1974/1978 |       |
| Косово              | KOS | Олимпијски комитет Косова                                             | 1992/2014 |       |
| Летонија            | LAT | Летонски олимпијски комитет                                           | 1922/1991 |       |
| Лихтенштајн         | LIE | Лихтенштајнски олимпијски комитет                                     | 1935      |       |
| Литванија           | LTU | Национални олимпијски комитет Литваније                               | 1924/1991 |       |
| Луксембург          | LUX | Луксембуршки олимпијски и спортски комитет                            | 1912      |       |
| Мађарска            | HUN | Мађарски олимпијски комитет                                           | 1895      |       |
| Малта               | MLT | Малтешки олимпијски комитет                                           | 1928/1936 |       |
| Молдавија           | MDA | Национални олимпијски комитет Републике Молдавије                     | 1991/1993 |       |
| Монако              | MON | Олимпијски комитет Монака                                             | 1907/1953 |       |
| Немачка             | GER | Немачка олимпијска спортска конфедерација                             | 1895      |       |
| Норвешка            | NOR | Норвешки олимпијски и параолимпијски комитет и конфедерација спортова | 1900      |       |
| Пољска              | POL | Пољски олимпијски комитет                                             | 1918/1919 |       |
| Португал            | POR | Олимпијски комитет Португала                                          | 1909      |       |
| Румунија            | ROU | Румунски олимпијски и спортски комитет                                | 1914      |       |
| Русија              | RUS | Олимпијски комитет Русије                                             | 1989/1993 |       |
| Сан Марино          | SMR | Национални олимпијски комитет Сан Марина                              | 1959      |       |
| Северна Македонија  | MKD | Олимпијски комитет Северне Македоније                                 | 1992/1993 |       |
| Србија              | SRB | Олимпијски комитет Србије                                             | 1911/1912 |       |
| Словачка            | SVK | Словачки олимпијски и спортски комитет                                | 1992/1993 |       |
| Словенија           | SLO | Олимпијски комитет Словеније                                          | 1991/1993 |       |
| Турска              | TUR | Турски национални олимпијски комитет                                  | 1908/1911 |       |
| Украјина            | UKR | Национални олимпијски комитет Украјине                                | 1990/1993 |       |
| Финска              | FIN | Фински олимпијски комитет                                             | 1907      |       |
| Француска           | FRA | Француски национални олимпијски и спортски комитет                    | 1894      |       |
| Холандија           | NED | Холандски олимпијски комитет                                          | 1912      |       |
| Хрватска            | CRO | Хрватски олимпијски одбор                                             | 1991/1993 |       |
| Црна Гора           | MNE | Црногорски олимпијски комитет                                         | 2006/2007 |       |
| Чешка               | CZE | Чешки олимпијски комитет                                              | 1899/1993 |       |
| Швајцарска          | SUI | Швајцарска олимпијска асоцијација                                     | 1912      |       |
| Шведска             | SWE | Шведски олимпијски комитет                                            | 1913      |       |
| Шпанија             | ESP | Шпански олимпијски комитет                                            | 1912      |       |

### Бивше чланице
| Нација                                     | Код | Национални олимпијски комитет                 | Основан   | Угашен |
| ------------------------------------------ | --- | --------------------------------------------- | --------- | ------ |
| Источна Немачка                            | GDR | Национални олимпијски комитет Источне Немачке | 1951/1968 | 1990   |
| Југославија                                | YUG | Југословенски олимпијски комитет              | 1919/1920 | 2003   |
| Савез Совјетских Социјалистичких Република | URS | Олимпијски комитет Совјетског Савеза          | 1951      | 1992   |
| Србија и Црна Гора                         | SCG | Олимпијски комитет Србије и Црне Горе         | 2003      | 2006   |
| Чехословачка                               | TCH | Олимпијски комитет Чехословачке               | 1919      | 1992   |

## Догађаји
- Европске игре
- Европски олимпијски фестивал младих
- Игре малих земаља Европе